# G10 (China)
De G10 of Suiman Expressway is een autosnelweg in de Volksrepubliek China. De weg loopt van Suifenhe naar Manzhouli. Beide plaatsen liggen aan de Russische grens, waardoor de G10 een verbinding tussen China en Rusland vormt.
De naam Suiman is een porte-manteau van de eindpunten Suifenhe en Manzhouli. De G10 zal bij afwerking circa 1.520 kilometer lang zijn en zal door de provincies Heilongjiang en Binnen-Mongolië lopen. Momenteel is de snelweg in zijn geheel voltooid in de provincie Heilongjiang, van Suifenhe tot net ten noordwesten van Qiqihar. Het gedeelte in Binnen-Mongolië, van Arun Banner tot Manzhouli, bevindt zich in de planningsfase en is nog niet gebouwd.
De snelweg verbindt de drie grootste steden van Heilongjiang, Harbin, Daqing en Qiqihar. Bij Harbin sluit de snelweg (via de ring rond Harbin) aan op de G1 die leidt naar Peking.
Beide uiteinden van de snelweg eindigen bij grenssteden met Rusland. Suifenhe is de locatie van een grensovergang met de Russische plaats Pogranitsjny in de Kraj Primorje. Manzhouli ligt over de grens van Zabajkalsk in de Kraj Transbaikal. De snelweg loopt parallel aan een groot deel van de Chinese nationale weg 301, een snelweg die Suifenhe en Manzhouli met elkaar verbindt, en de Trans-Mantsjoerische spoorlijn tussen de twee steden.
Het geheel van de snelweg maakt deel uit van de Aziatische weg AH6.
G1
· G0111
· G0112
· G0121
· G0122
· G2
· G0211
· G0212
· G3
· G0311
· G0321
· G0322
· G0323
· G4
· G0401
· G0411
· G0412
· G0413
· G0421
· G0422
· G0423
· G0424
· G0425
· G5
· G0511
· G0512
· G0513
· G6
· G0601
· G0602
· G0611
· G0612
· G0613
· G0615
· G0616
· G7
· G0711
· G0712
· G10
· G1001
· G1011
· G1012
· G1013
· G1015
· G1016
· G1017
· G11
· G1101
· G1111
· G1112
· G1113
· G1115
· G1116
· G1117
· G1118
· G1119
· G1131
· G12
· G1211
· G1212
· G1213
· G1215
· G1216
· G1221
· G15
· G1501
· G1502
· G1503
· G1504
· G1505
· G1506
· G1507
· G1508
· G1511
· G1512
· G1513
· G1514
· G1515
· G1516
· G1517
· G1518
· G1519
· G1521
· G1522
· G1523
· G1531
· G1532
· G1533
· G1534
· G1535
· G1536
· G16
· G1611
· G1612
· G18
· G1811
· G1812
· G1813
· G1815
· G1816
· G1817
· G1818
· G20
· G2001
· G2002
· G2003
· G2004
· G2011
· G2012
· G22
· G2201
· G2211
· G25
· G2501
· G2502
· G2503
· G2504
· G2511
· G2512
· G2513
· G2515
· G2516
· G2517
· G2518
· G2519
· G2531
· G30
· G3001
· G3002
· G3003
· G3011
· G3012
· G3013
· G3014
· G3015
· G3016
· G3017
· G3018
· G3019
· G3021
· G3031
· G3032
· G3033
· G3035
· G3036
· G35
· G3511
· G3512
· G36
· G3611
· G3612
· G3613
· G3615
· G40
· G4001
· G4011
· G4012
· G4013
· G4015
· G42
· G4201
· G4202
· G4211
· G4212
· G4213
· G4215
· G4216
· G4217
· G4218
· G4219
· G4221
· G4222
· G4223
· G4231
· G45
· G4501
· G4511
· G4512
· G4513
· G4515
· G50
· G5001
· G5011
· G5012
· G5013
· G5015
· G5016
· G5021
· G55
· G5511
· G5512
· G5513
· G5515
· G5516
· G5517
· G5518
· G56
· G5601
· G5611
· G5612
· G5613
· G5615
· G5616
· G5617
· G5618
· G5621
· G59
· G5901
· G5911
· G5912
· G60
· G6001
· G6002
· G6011
· G6012
· G6021
· G6022
· G6023
· G6025
· G65
· G6511
· G6512
· G6517
· G6521
· G6522
· G69
· G6911
· G70
· G7011
· G7012
· G7013
· G7021
· G72
· G7201
· G7211
· G7212
· G7221
· G75
· G7511
· G7512
· G7521
· G7522
· G76
· G7611
· G7612
· G78
· G80
· G8011
· G8012
· G8013
· G85
· G8511
· G8512
· G8513
· G8515
· G8516
· G8517
· G91
· G9111
· G92
· G9211
· G9221
· G93
· G94
· G9411
· G95
· G9511
· G98
· G9801
· G9811
· G9812
· G9813
· G99
· G9901
· G9902
· G9903
· G9904
· G9905
· G9906
· G9907
· G9908
· G9909
· G9910
· G9911
· G9912